# Кишобран (кратки филм)
„Кишобран” је југословенски кратки филм из 1962. године. Режирао га је Пјер Мајхровски који је написао и сценарио.

## Улоге
| Глумац        | Улога |
| ------------- | ----- |
| Лука Делић    |       |
| Вера Прегарец |       |